# Liste der Baudenkmale in Lingen (Ems)
In der Liste der Baudenkmale in Lingen (Ems) sind alle Baudenkmale der niedersächsischen Gemeinde Lingen (Ems) aufgelistet. Die Außenbereiche sind in einer eigenen Liste Liste der Baudenkmale in Lingen (Ems) - Außenbereiche erfasst. Die Quelle der Baudenkmale ist der Denkmalatlas Niedersachsen. Der Stand der Liste ist der 14. August 2022.

## Allgemein
In den Spalten befinden sich folgende Informationen:
- Lage: die Adresse des Baudenkmales und die geographischen Koordinaten. Kartenansicht, um Koordinaten zu setzen. In der Kartenansicht sind Baudenkmale ohne Koordinaten mit einem roten Marker dargestellt und können in der Karte gesetzt werden. Baudenkmale ohne Bild sind mit einem blauen Marker gekennzeichnet, Baudenkmale mit Bild mit einem grünen Marker.
- Bezeichnung: Bezeichnung des Baudenkmales
- Beschreibung: die Beschreibung des Baudenkmales. Unter § 3 Abs. 2 NDSchG werden Einzeldenkmale und unter § 3 Abs. 3 NDSchG Gruppen baulicher Anlagen und deren Bestandteile ausgewiesen.
- ID: die Objekt-ID des Baudenkmales
- Bild: ein Bild des Baudenkmales, ggf. zusätzlich mit einem Link zu weiteren Fotos des Baudenkmals im Medienarchiv Wikimedia Commons. Wenn man auf das Kamerasymbol klickt, können Fotos zu Baudenkmalen aus dieser Liste hochgeladen werden:

## A
| Lage                                                 | Bezeichnung                           | Beschreibung | ID       | Bild           |
| ---------------------------------------------------- | ------------------------------------- | --- | -------- | -------------- |
| Alte Haselünner Straße 4 52° 31′ 25″ N, 7° 19′ 25″ O | Villa                                 | Traufständiger eingeschossiger Backsteinbau von fünf Achsen unter Schopfwalmdach. Mittig Eingang, darüber Zwerchhaus mit Karniesgiebel. Öffnungen rundbogig. Putzgliederung: Kantenlisenen, Portalrahmung mit Pilastern und Gebälk, am Zwerchhaus Pilaster auf Postamenten, Traufgesims, umgreifendes Ortgesims, neben dem Zwerchhaus Kugeln auf Sockeln. Erbaut 1837, vermutlich als vorstädtische Villa. | 37243092 |                |
| Alte Haselünner Straße 9 52° 31′ 27″ N, 7° 19′ 28″ O | Wohnhaus                              | Eingeschossiger traufständiger Backsteinbau von fünf Achsen unter Satteldach. Öffnungen rundbogig. Backsteingliederung: Stäbe um die Fensterbögen, an den Giebeln geschossteilendes Gesims und ansteigender Konsolfries. Moderne Halbkreisgaupe. Erbaut wohl um 1860/1870. | 37243120 |                |
| Alter Hafen 52° 31′ 1″ N, 7° 18′ 40″ O               | Brücke                                | Fußgängerbrücke am Abzweig des Alten Hafens vom Dortmund-Ems-Kanal. Stahlfachwerkkonstruktion mit eingehängter Fahrbahn aus Holz. Erbaut um 1895. | 37243169 |                |
| Am alten Friedhof 52° 31′ 32″ N, 7° 18′ 33″ O        | Alter Friedhof                        | | 37237696 | BW             |
| Am Markt 1 52° 31′ 19″ N, 7° 19′ 3″ O                | Wohn-/ Geschäftshaus                  | Kopfbau zwischen Burgstraße und Castellstraße. Zweigeschossiger traufständiger Putzbau von elf Achsen unter Schopfwalmdach. Mittelrisalit von fünf Achsen, darin rechts Eingang, mit Zwerchgiebel. EG verändert, rechts und links moderne Ladeneinbauten. Zwerchhaus später vergrößert. Putzgliederung: geschossteilende Gesimse, Traufgesimse, an den Schmalseiten umgreifende Ortgesimse, Fensterrahmungen. Erbaut wohl im 2. Viertel des 19. Jhs. | 37237809 |                |
| Am Markt 8 52° 31′ 20″ N, 7° 18′ 58″ O               | Wohnhaus                              | Eckhaus zur Rathausgasse. Zweigeschossiger giebelständiger Putzbau über ungefähr trapezförmigem Grundriss unter Satteldach. Schmale Giebelfront (im Erdgeschoss zwei Fenster, im Obergeschoss eins) mit geschweiftem Volutengiebel, als Bekrönung Fächerrosette. Links zur Rathausgasse drei Achsen, rechts rechteckiger Eingang mit Werksteinrahmung. Fenster segmentbogig. Putzgliederung: Quaderung, rustizierte Kantenquader und rustizierte Fenstersohlbänke. Auf dem Türsturz inschriftlich datiert 1583, Fenster wohl im 19. Jh. verändert. Seit 1964 im Besitz des Festvereins „Kivelinge“, 1981 restauriert. | 37237892 |                |
| Am Markt 11 52° 31′ 20″ N, 7° 18′ 58″ O              | Wohn-/ Geschäftshaus                  | Zweigeschossiger giebelständiger Backsteinbau (Klinker) von zwei Achsen unter Satteldach. EG mit modern veränderten Schaufenstern. Im OG flacher Erker von zwei Achsen, an den Seiten vorspringend und abgeschrägt. Eingezogener Dreiecksgiebel. Sparsame Backsteingliederung: Traufgesimse, am Erker mittig Lisenen. Erbaut 1925, Hinterhaus zur Schlachterstraße 1926 mit modern veränderter Straßenfront. | 37237949 |                |
| Am Markt 12 52° 31′ 20″ N, 7° 18′ 57″ O              | Wohn-/ Geschäftshaus                  | Langgestreckter Baukomplex aus Vorder- und Hintergebäude zwischen Markt und Schlachterstraße, wohl ehem. Ackerbürgerhaus mit Wirtschaftsteil. Vorderhaus zweigeschossiges verputztes Fachwerkhaus in Ankerbalkenkonstruktion unter Schopfwalmdach. Rückgebäude eingeschossiger verputzter Fachwerkbau mit verschiefertem, über Knaggen vorkragendem Giebelfeld unter Schopfwalmdach. Dachwerk des Vorderhauses 1549, des Rückgebäudes 1772 (dendrochronologische Datierungen). | 37237976 |                |
| Am Markt 13 52° 31′ 21″ N, 7° 18′ 57″ O              | Ratskeller (früher Ratsschänke)       | Auf tiefem Grundstück zwischen Markt und Schlachterstraße. Giebelständiger eingeschossiger Fachwerkbau, heute fast vollständig verputzt. Giebel zweifach vorkragend auf Knaggen. Rückwärtig zur Schlachterstraße vorgeblendete Backsteinfassade. Verschiedene moderne Gaupen. Im Kern erbaut 1549, Rückfassade wohl 1950er Jahre. | 37238007 |                |
| Am Markt 15 52° 31′ 21″ N, 7° 18′ 58″ O              | Altes Rathaus                         | Giebelständiger, auf drei Seiten freistehender massiver Putzbau mit einem Geschoss über hohem Sockelgeschoss. Sockel ehemals offene Laube. Eingang mittig, davor zweiläufige Freitreppe. Treppengiebel. Achteckiger Dachreiter mit Schweifhaube. Erbaut 1555–1558, Umbau 1662–1663 (Giebel), Freitreppe 1772. | 37238036 | Weitere Bilder |
| Am Markt 16 52° 31′ 22″ N, 7° 18′ 59″ O              | Wohn-/ Geschäftshaus                  | Eckhaus zur Gymnasialstraße. Giebelständiger zweigeschossiger Backsteinbau (Klinker) mit expressionistischem Schweifgiebel unter Satteldach. Erdgeschoss mit modern verändertem Ladeneinbau. Links zur Gymnasialstraße im hinteren Bereich moderner Risalit. Erbaut 1927–1928. | 37238068 |                |
| Am Markt 17 52° 31′ 22″ N, 7° 19′ 0″ O               | Wohn-/ Geschäftshaus                  | Dreigeschossiger traufständiger Putzbau von vier Achsen, darüber Attika mit mittigem Zwerchgiebel unter Schopfwalmdach. Öffnungen segmentbogig. Erdgeschoss verändert, heute als Loggia mit Ladeneinbau gestaltet. Fledermausgaupen. Erbaut um die Mitte oder im 3. Viertel des 19. Jhs., 1911 Dachgeschoss umgebaut (vorher Mansarddach). | 37238096 | BW             |
| Am Markt 18 52° 31′ 22″ N, 7° 19′ 1″ O               | Wohn-/ Geschäftshaus                  | Dreistöckiger traufständiger Putzbau von vier Achsen (rechte schmaler) unter Mansardendach. Im OG mittlere zwei Achsen als flacher Erker auf Konsolen, als Zwerchhaus ins Dach gezogen, mit Treppengiebel. EG mit modernem Ladeneinbau. Erbaut 1904 als Verwaltungsgebäude des Emsländischen Petroleumgroßhandels. | 37238125 |                |
| Am Markt 19 52° 31′ 22″ N, 7° 19′ 1″ O               | Wohn-/ Geschäftshaus                  | Dreigeschossiger Putzbau unter Walmdach. Mittig Zwerchhaus unter Walm. Erdgeschoss mit modernem Ladeneinbau, darüber in ganzer Breite flacher Balkon. Vier senkrecht durchgehende Backsteinlisenen und sparsame Putzgliederung: Rahmung der Fensterfelder, Brüstungsfelder, Voluten seitlich des Zwerchhauses. Fenster breit in leicht konvexen Feldern. Erbaut 1911–1912, Architekt: Hans Lühn. | 37238155 |                |
| Am Markt 20 52° 31′ 21″ N, 7° 19′ 2″ O               | Wohn-/ Geschäftshaus                  | Zweigeschossiger giebelständiger verputzter Fachwerkbau von drei Achsen unter Schopfwalmdach. Erdgeschoss mit modernem Ladeneinbau. Fenster segmentbogig. Putzquaderung. Erbaut um 1650 (dendrochronologische Datierung), Fassade um die Mitte des 19. Jhs. massiv erneuert. | 37238185 |                |
| Am Pulverturm 52° 31′ 19″ N, 7° 19′ 7″ O             | Turm                                  | Achteckiger Bruchsteinbau über Keller, heute noch zweigeschossig. Als Abschluss Zinnenkranz. Letzter Rest der Lingener Burg, erbaut wohl im frühen 15. Jh., seit 1607 (Brand) ruinös. 1960–1961 teilweiser Wiederaufbau, Zinnenkranz frei ergänzt. Um den Turm verschiedene Mauerzüge in Bruchstein ergänzt, ein nach Nordwesten zur Castellstraße führender 1975 bezeichnet, mit vermauerten Fragmenten von drei Grabplatten oder Epitaphien des 17./18. Jhs. | 37243259 | Weitere Bilder |
| Am Pulverturm 3 52° 31′ 18″ N, 7° 19′ 8″ O           | Castellschule (heute Volkshochschule) | Zweigeschossiger traufständiger Backsteinbau von fünf Achsen unter Satteldach. Fenster segmentbogig. Backsteingliederung durch geschossteilenden Sägezahnfries. Rückwärtig langgestreckter Flügel, ebenfalls zweigeschossig unter Satteldach, in ähnlichen Formen. Erbaut 1887 als katholische Volksschule (Castellschule), 1913 rückwärtig erweitert, seit 1979 Volkshochschule. | 37243287 |                |

## B
| Lage                                                  | Bezeichnung                       | Beschreibung | ID       | Bild           |
| ----------------------------------------------------- | --------------------------------- | --- | -------- | -------------- |
| Baccumer Straße 5 52° 31′ 23″ N, 7° 19′ 7″ O          | Giebel                            | Ursprünglich Fachwerkhaus mit jüngerem massiven Giebel. Eineinhalbgeschossige verputzte Front mit mittigem Eingang und dreieckigem Giebel, als Bekrönung Fächerrosette. Fachwerkhaus erbaut 1668, Giebelfront bezeichnet 1777. 1981–1982 Abbruch des Hauses, beim Neubau Rekonstruktion der Fassade unter Verwendung von Originalteilen. | 37243236 |                |
| Baccumer Straße 17 52° 31′ 25″ N, 7° 19′ 6″ O         | Wohnhaus                          | Eingeschossiger traufständiger Putzbau von sechs Achsen unter halbem Schopfwalmdach. Eingang links von der Mitte, darüber Gaupe. Erbaut in der 1. Hälfte des 19. Jhs., Gaupe und Haustür 1928 (nach dem Wirbelsturm von 1927). | 37238425 |                |
| Baccumer Straße 19 52° 31′ 25″ N, 7° 19′ 5″ O         | Wohnhaus                          | Eingeschossiger traufständiger Putzbau von ehemals sechs Achsen unter Satteldach. Zwei Eingänge. Erbaut in der 1. Hälfte des 19. Jhs. | 37238454 |                |
| Baccumer Straße 21 52° 31′ 25″ N, 7° 19′ 4″ O         | Wohnhaus                          | Eingeschossiger giebelständiger verputzter Fachwerkbau in Ankerbalkenkonstruktion von fünf Achsen unter Schopfwalmdach. Erbaut wohl im 18. Jh., Fassade wohl um die Mitte des 19. Jhs. erneuert. | 37238485 |                |
| Bäumerstraße 9 52° 31′ 16″ N, 7° 18′ 37″ O            | Feuerwehrturm                     | Siebengeschossiger rechteckiger Turm. An allen Seiten in jedem Geschoss großes Rechteckfenster mit senkrechter Sprossung. Gliederung durch vier lisenenartige Betonbänder und horizontale Bänder in Beton auf Sturzhöhe. Als Abschluss Plattform, ehemals bekrönt von verglaster Laterne. Erbaut 1959. | 37245136 |                |
| Bernd-Rosemeyer-Straße 3 52° 31′ 21″ N, 7° 19′ 17″ O  | Wohnhaus                          | Eineinhalbgeschossiger traufständiger Backsteinbau von fünf Achsen über Kellersockel in Werkstein mit Drempel unter Satteldach. Links zweigeschossiger Risalit von zwei Achsen unter Satteldach. Eingang auf der rechten Seite. Öffnungen segmentbogig. Backsteingliederung: Lisenen, geschossteilender Diamantfries, Brüstungsreliefs. Erbaut wohl um 1860/1880. | 37243335 |                |
| Bernd-Rosemeyer-Straße 4 52° 31′ 21″ N, 7° 19′ 21″ O  | Wohnhaus                          | Eineinhalbgeschossiger traufständiger Backsteinbau von fünf Achsen über verputztem Kellersockel mit Drempel unter Satteldach. Eingang mittig. Putzgliederung: Kantenpilaster, Fenster- und Türrahmungen. Erbaut wohl im letzten Drittel des 19. Jhs. | 37243362 |                |
| Bernd-Rosemeyer-Straße 5 52° 31′ 20″ N, 7° 19′ 19″ O  | Wohnhaus                          | Eineinhalbgeschossiger traufständiger Backsteinbau von sieben Achsen über Kellersockel aus Werkstein mit Drempel unter Satteldach. Mittig zweigeschossiger, verputzter Risalit von drei Achsen unter Satteldach. Fenster segmentbogig, am Mittelrisalit rundbogig. Backsteingliederung (Kantenlisenen), am Risalit Putzgliederung: Putzquaderung, Kantenlisenen, geschossteilende Gesimse, Rahmungen der Fensterbögen. Erbaut wohl im letzten Drittel des 19. Jhs. | 37243388 |                |
| Bernd-Rosemeyer-Straße 10 52° 31′ 17″ N, 7° 19′ 22″ O | Bahnhof Lingen (Güterbahnhof)     | Langgestreckter Baukomplex. Kopfbau mit Verwaltung als zweigeschossiger Backsteinbau unter Satteldach. Dahinter angebaut die Güterhalle, z. T. in Fachwerk mit Backsteinausfachungen; Dach auf beiden Traufseiten weit überstehend. Ältester Teil erbaut um 1870, in mehreren Abschnitten errichtet. An der Nordseite moderner Anbau von 2019. | 37238547 |                |
| Bernd-Rosemeyer-Straße 18 52° 31′ 12″ N, 7° 19′ 17″ O | Bahnhof Lingen (Empfangsgebäude)  | Langgestreckter eineinhalb- bis zweigeschossiger Backsteinbau mit Mittelbau und Kopfbauten, jeweils zweigeschossig und giebelständig unter Satteldach, und zurückgesetzten, eineinhalbgeschossigen und traufständigen Zwischentrakten. Auf der Eingangsseite links des Mittelbaus kleinerer und links des Zwischenbaus größerer eingeschossiger Anbau, später hinzugefügt. Fenster ursprünglich außer den kleinen Rechteckfenstern der Mezzanine alle rundbogig, die in den Obergeschossen später verändert. Mittelbau dreiachsig, mittig Eingang, davor Freitreppe. Mittelteil des Giebels nach oben ausgezogen und mit geradem Abschluss. Gegliedert durch geschossteilendes Gesims und Ortgesims, letzteres auf gestelztem Spitzbogenfries. Am Giebel zwei schlanke dienstartige Halbsäulen. Im Giebel Uhr. Kopfbauten ähnlich gestaltet, aber vereinfacht. Im Mezzaningeschoss der Zwischentrakte Lisenen. Eröffnet 1856, erbaut möglicherweise nach Plänen von Conrad Wilhelm Hase. | 37238514 | Weitere Bilder |
| Bernd-Rosemeyer-Straße 29 52° 31′ 10″ N, 7° 19′ 13″ O | Wohnhaus                          | Eingeschossiger traufständiger Backsteinbau von sechs Achsen über Kellersockel in Sandstein unter Satteldach. Zweiachsiger zweigeschossiger Mittelrisalit mit Giebel. Fenster segmentbogig mit bauzeitlichen Fensterrahmen. Sparsame Backsteingliederung: geschossteilender Fries, am Risalit Kantenlisenen. Erbaut um 1900. | 37245035 |                |
| Bernd-Rosemeyer-Straße 35 52° 31′ 8″ N, 7° 19′ 11″ O  | Wohnhaus                          | An einer Kurve der Straße gelegen, daher zwei Schauseiten. Zweigeschossiger Putzbau über Sockelgeschoss in Werkstein unter Pyramidendach. An der linken Seite im linken Teil übergiebelter Risalit, darin im EG breites Spitzbogenfenster und der Giebel verbohlt, und ganz links zurückgesetzter Vorbau mit Eingang und OG in Fachwerk unter Schleppdach. An der Ecke eingeschossiger über Eck gestellter Standerker unter zwei Schweifhauben. Auf der rechten Seite rechts zweigeschossige Holzloggia und ganz rechts Anbau. Sparsame Werksteingliederung: Rustizierung des Sockels, Fensterrahmungen. Erbaut 1902, 1924 Anbau (Rechtsanwaltskanzlei), dieser 2000 erneuert und auf zwei Geschosse erhöht. | 37243414 |                |
| Bernd-Rosemeyer-Straße 40 52° 31′ 6″ N, 7° 19′ 6″ O   | Tankstelle                        | Eingeschossiger Massivbau unter Flachdach. Links verglaster Kassenpavillon, davor weit ausladendes Vordach auf Pilzstütze. Rechts Wartungshalle mit Fliesenverkleidung. Erbaut 1953 (Typenbau), 2017–2018 restauriert und in das Innere eines Geschäftsraums integriert. | 37243444 | Weitere Bilder |
| Böhmerhof 17 52° 31′ 40″ N, 7° 19′ 30″ O              | Böhmerhof (Wohnhaus)              | Zweigeschossiger Putzbau unter Walmdach. Auf der Nordseite (Hofseite) links Risalit unter Walmdach, auf der Südseite eingeschossiger polygonaler Standerker unter Balkon. Auf der Ostseite Zwerchhaus unter Satteldach, auf der Westseite Schleppgaupe, auf der Südseite Giebelgaupe. Sparsame Putzgliederung: Kantenlisenen, geschossteilendes Band, Fensterrahmungen. Erbaut 1928, Architekt: Hans Lühn; im Kern Fachwerkbau des 18. Jhs. | 37238577 |                |
| Böhmerhof 17 52° 31′ 40″ N, 7° 19′ 31″ O              | Böhmerhof (Pferdestall)           | Östlich neben dem Wohnhaus gelegen und mit diesem durch eine Mauer mit Rundbogentor verbunden. Putzbau mit zwei Querdurchfahrten unter Schopfwalmdach. Sparsame Putzgliederung: Kantenlisenen. Erbaut 1928 anstelle eines Vorgängers, Architekt: Hans Lühn. | 37238634 | BW             |
| Böhmerhof 17 52° 31′ 42″ N, 7° 19′ 31″ O              | Böhmerhof (Wirtschaftsgebäude)    | Den Hof nach Norden abschließender U-förmiger Putzbau unter Walmdach. Mittig Risalit mit korbbogiger Durchfahrt, darüber Dreiecksgiebel, auf den Ecken. Linker Flügel mit Wohnung, rechter Remise mit korbbogigen Einfahrten. Bezeichnet 1927, Architekt: Hans Lühn. | 37238606 |                |
| Burgstraße 1 52° 31′ 19″ N, 7° 19′ 4″ O               | Wohn-/ Geschäftshaus              | Zweigeschossiger Backsteinbau (Klinker) von drei Achsen unter Flachdach mit Treppengiebel zur Straße. Im EG modern veränderter Ladeneinbau. Im OG mittig Erker unter Satteldach. Im Kern 17. Jh., Fassade 1924, Architekt: Hans Lühn. 1963 Umbau des EG. | 37238663 |                |
| Burgstraße 3 52° 31′ 20″ N, 7° 19′ 4″ O               | Wohn-/ Geschäftshaus              | Zweigeschossiger giebelständiger Putzbau von drei Achsen unter Mansarddach. EG mit modern verändertem Ladeneinbau. Giebel mit ausgebautem Geschoss und halbkreisförmiger Bekrönung. Putzgliederung: Gesimse, z. T. verkröpft, im OG und an den Kanten z. T. stilisierte Pilaster, über dem OG Gebälk, in der Mittelachse Pilasterrahmung der Fenster und Ädikulen. Bezeichnet 1905. | 37238719 |                |
| Burgstraße 5 52° 31′ 20″ N, 7° 19′ 4″ O               | Wohn-/ Geschäftshaus              | Eckhaus zur Verlängerung der Straße Am Pulverturm. Traufständiger zweigeschossiger geschlämmter Backsteinbau von fünf Achsen unter Satteldach. Links Am Pulverturm fünf Achsen mit Dreiecksgiebel. EG mit modern verändertem Ladeneinbau. Fenster rundbogig. Backsteingliederung: Lisenen (dadurch die Mittelachse betont), Rankenfries unter der Sohlbank, rahmender Stab um die Fensterbögen, Konsolfries unter der Traufe, Treppenfries auf Konsolen am Giebel. Erbaut wohl um 1870. | 37235795 |                |
| Burgstraße 7 52° 31′ 20″ N, 7° 19′ 5″ O               | Wohnhaus                          | Eckhaus zur Verlängerung der Straße Am Pulverturm mit rückwärtigem Trakt zur Castellstraße. Zweigeschossiger giebelständiger Putzbau mit mittigem Portal und dreigeschossigem Dreiecksgiebel mit Stufen unter Satteldach. Im EG seitlich moderne Fenstereinbauten. An der Giebelseite Werksteingliederung: Rahmung des Portals mit toskanischen Pilastern und Gebälk, im EG Kantenquaderung, geschossteilende Gesimse, Giebelbekrönung mit Pinienzapfen. Traufseiten in Fachwerk, an der Straße Am Pulverturm weiteres Portal mit gequaderter Werksteinrahmung. Noch weiter giebelständiger zweigeschossiger Kopfbau von fünf Achsen, risalitartig vorspringend, unter Satteldach. An der Straßenfront bezeichnet 1655. Rückwärtiger Anbau klassizistisch, wohl 2. Viertel des 19. Jhs. Umbauten 1898 und 1938. | 37235823 |                |
| Burgstraße 8 52° 31′ 21″ N, 7° 19′ 4″ O               | Wohn-/ Geschäftshaus              | | 37235856 |                |
| Burgstraße 10 52° 31′ 21″ N, 7° 19′ 5″ O              | Wohn-/ Geschäftshaus              | Zweigeschossiger giebelständiger Backsteinbau von drei Achsen unter Schopfwalmdach. Mittig Eingang mit Werksteinrahmung, auf beiden Seiten moderne Schaufenster. Umgreifendes Ortgesims. Erbaut 1833 vom Kaufmann Anton Hungelmann. | 37235910 |                |
| Burgstraße 11 52° 31′ 21″ N, 7° 19′ 6″ O              | Wohnhaus                          | Traufständiger eingeschossiger Fachwerkbau unter Satteldach. Erdgeschoss mit Tür und Ladeneinbau modern in Backstein erneuert. Mittig verputztes Zwerchhaus mit zwei Fenstern und Dreiecksgiebel. Rückwärtig zum Hof Anbau unter Satteldach, daran gusseiserne Pumpe des 19. Jhs. Erbaut wohl im frühen 19. Jh. | 37235937 |                |
| Burgstraße 12 52° 31′ 21″ N, 7° 19′ 5″ O              | Wohnhaus                          | Zweigeschossiger giebelständiger Fachwerkbau in Ankerbalkenkonstruktion unter Satteldach. Moderne Backsteinfassade (Klinker) mit Ladeneinbau im EG. Erbaut wohl im 18. Jh. | 37235966 |                |
| Burgstraße 13 52° 31′ 21″ N, 7° 19′ 7″ O              | Wohnhaus                          | Eckhaus zur Castellstraße. Zweigeschossiger giebelständiger Fachwerkbau mit Backsteinausfachungen unter Satteldach. Obergeschosse auf Volutenknaggen vorkragend. Am Schwellbalken des ersten Giebelgeschosses Fächerrosetten und Inschrift. EG mit modernem Ladeneinbau. Rückwärtig zur Castellstraße zugesetztes Dielentor und Ladeluke. Inschriftlich datiert 1641. | 37235992 |                |
| Burgstraße 14 52° 31′ 21″ N, 7° 19′ 5″ O              | Wohnhaus                          | Zweigeschossiger giebelständiger Putzbau von drei Achsen unter Schopfwalmdach. Erdgeschoss mit modernem Ladeneinbau. Umgreifendes Ortganggesims. Fassade um die Mitte des 19. Jhs. errichtet, Haus im Kern wohl älter. | 37236025 |                |
| Burgstraße 16 52° 31′ 21″ N, 7° 19′ 6″ O              | Haus Weisert                      | Eckhaus zur Karolinenstraße. Zweieinhalbgeschossiger Putzbau von drei Achsen mit abschließendem Mezzanin unter flachem Walmdach. EG mit modern verändertem Ladeneinbau. Im OG äußere Fenster zweiteilig. Putzgliederung: Kantenquaderung, geschossteilendes Gesims, Brüstungsgesims, Traufgesims mit Zahnschnitt auf Volutenkonsolen, Fensterrahmungen, im OG mit Pilastern und Ädikulen mit Wappenkartuschen und Festons, die äußeren geschweift. Inschriftlich datiert 1896, Architekt: wohl Gerhard Lühn. | 37236077 |                |
| Burgstraße 17 52° 31′ 21″ N, 7° 19′ 8″ O              | Wohn-/ Geschäftshaus              | Zweigeschossiger giebelständiger Putzbau von drei Achsen unter Satteldach. Erdgeschoss mit mittigem Eingang und seitlich Schaufenstern, rechts Pforte zur Traufgasse (ehemals auch links). Im OG mittig polygonaler Erker unter Schweifhaube. Geschweifter Giebel. Sparsame Putzgliederung: z. T. nach oben verkröpfte Gesimse, Fensterrahmungen. Inschriftlich datiert 1906, Architekt: Hans Lühn, 1956–1957 rückwärtige Erweiterung. | 37236107 |                |
| Burgstraße 18 52° 31′ 22″ N, 7° 19′ 6″ O              | Wohn-/ Geschäftshaus              | Eckhaus zur Karolinenstraße. Zweigeschossiger giebelständiger Backsteinbau (Klinker) unter Satteldach. Im Erdgeschoss mittiger Eingang begleitet von Schaufenster, im Obergeschoss zwei Fenster, darüber eingezogener Dreiecksgiebel mit Auszug und abschließendem Dreiecksgiebel. Linke Seite verändert, dort Erker und im Dach große Schleppgaupe. Im Kern wohl aus dem 18. Jh., 1927–1928 Aufstockung und neue Fassade, Architekt: Hans Lühn. | 37236136 |                |
| Burgstraße 19 52° 31′ 22″ N, 7° 19′ 9″ O              | Wohn-/ Geschäftshaus              | Traufständiger Putzbau von drei Achsen unter (Halb-)Walmdach. Im EG jüngerer Ladeneinbau. Im OG Putzquaderung und Fensterrahmungen. Erbaut im 18. Jh., ehemals nach links um fünf Achsen länger (heute Nr. 19a). Ladeneinbau von 1925–1926. | 37236163 |                |
| Burgstraße 19a 52° 31′ 22″ N, 7° 19′ 9″ O             | Wohn-/ Geschäftshaus              | Zweigeschossiger Backsteinbau von vier Achsen unter Halbwalmdach. Im Erdgeschoss Ladeneinbau. Fenster im Obergeschoss mit Sandsteinrahmung. Mittig kleines Zwerchhaus unter Satteldach. Bezeichnet 1938. | 37236191 |                |
| Burgstraße 20 52° 31′ 22″ N, 7° 19′ 7″ O              | Wohn-/ Geschäftshaus              | Giebelständiger 3½-gesch. Putzbau unter Mansarddach. Neubau von 1980/81 in Anlehnung an den Vorgänger (um ein Geschoss erhöht), zum Teil unter Verwendung der Fassadenteile des Vorgängerbaus wie der Ladenfassade mit Pilastern aus Gusseisen. | 37236218 |                |
| Burgstraße 21 52° 31′ 20″ N, 7° 19′ 11″ O             | St. Bonifatius                    | Nach Südosten ausgerichtete dreischiffige Hallenkirche des Rundbogenstils aus Backstein mit Sandsteingliederung. Zur Straße rechteckiger neuromanischer Turm von drei Geschossen unter achtseitigem Pyramidendach vorgesetzt, begleitet von kleineren rechteckigen Türmen. Drei Portale, das mittlere als Gewändeportal mit übergiebeltem Portalfeld, darüber Rosette. Gliederung mit Kantenquadern (im Erdgeschoss) und Kantenlisenen sowie Rundbogenfriesen, an den Freigeschossen der kleinen Türme Blendarkatur. Am Schiff große Rundbogenfenster mit Werksteinrahmung. Eingezogener Chor mit halbrunder Apsis, beidseitig begleitet von niedrigen Anbauten unter Quersatteldächern. Am Chor Rundbogenfenster in Blendarkatur mit schlanken Säulchen, darüber Plattenfries und Konsolfries. Innen Tonnengewölbe auf Kolonnade mit dorischen Säulen. Von der Ausstattung der ersten Bauzeit Kanzel, Orgel und Kreuzigungsgruppe von Bernhard Wessel erhalten, außerdem drei große Gemälde und Pietà aus dem 17. Jh. Erbaut 1833–1836, Architekt: Josef Niehaus, Turm 1904–1906, Architekt: Ludwig Becker, Chor 1907, Architekt: Wolfgang Sunder-Plaßmann. | 37235763 | Weitere Bilder |
| Burgstraße 21a 52° 31′ 19″ N, 7° 19′ 12″ O            | Schwesternhaus St. Bonifatius     | Zweigeschossiger Backsteinbau unter Schopfwalmdach. Auf der Nordseite zur Kirche Mittelrisalit mit Eingang, darüber hölzernes Vordach, und Giebel. Fensterrahmungen in Sandstein. Ursprünglich Schwesternhaus mit Schule, die rechte Haushälfte als Schule genutzt. Erbaut 1909, 1987 umgebaut, heute katholisches Jugendbüro. | 37243287 |                |
| Burgstraße 22 52° 31′ 22″ N, 7° 19′ 7″ O              | Wohn-/ Geschäftshaus              | Eckhaus zur Baccumer Straße. Giebelständiger zweigeschossiger Backsteinbau mit Dreiecksgiebel unter Satteldach. Im EG rundbogige Öffnungen, mittig Eingang und links Biforienfenster; rechts ehemals moderner Ladeneinbau, inzwischen entfernt. Putzgliederung: Kantenquaderung, geschossteilende Gesimse, Fensterrahmungen, Brüstungsfelder, im Giebel Pilaster. Erbaut 1888, Ladeneinbau 1959. | 37236277 |                |
| Burgstraße 23 52° 31′ 22″ N, 7° 19′ 11″ O             | Wohnhaus                          | Eingeschossiger traufständiger Backsteinbau mit mittigem dreiachsigen Zwerchhaus unter Schopfwalmdach. Fenster rundbogig. Vom ursprünglichen EG nur mittig die Portalbekrönung auf Volutenkonsolen und Teile der Seitenwände erhalten, ansonsten moderner Ladeneinbau. An den Giebeln umgreifende Ortgesimse. Rückwärtig jüngere Anbauten. Erbaut wohl um die Mitte des 19. Jhs., Ladeneinbau 1955–1956. | 37236305 |                |
| Burgstraße 26 52° 31′ 22″ N, 7° 19′ 9″ O              | Wohnhaus                          | Zweigeschossiger Backsteinbau von sieben Achsen auf Sandsteinsockel unter Walmdach. Mittig Eingang mit Oberlicht und Rahmung aus Pilastern und Gebälk. Rechteckige Fenster mit Werksteinrahmung; darin Blockrahmenfenster, z. T. mit Klappläden. Weit ausladendes Traufgesims. Auf der linken Schmalseite kleiner jüngerer Ladeneinbau. Erbaut 1858. | 37236363 |                |
| Burgstraße 27 52° 31′ 22″ N, 7° 19′ 12″ O             | Torschreiberhaus                  | Eingeschossiger Putzbau unter Mansardwalmdach (ehemals Walmdach), an der Straßenseite vorkragend auf Kolonnade aus vier dorischen Sandsteinsäulen (die beiden mittleren rekonstruiert). Zwei moderne Schleppgaupen. Rückwärtig moderne Erweiterung. Erbaut im späten 18. Jh., Dach um 1920 ausgebaut. | 37236393 |                |
| Burgstraße 28 52° 31′ 23″ N, 7° 19′ 11″ O             | Palais Danckelmann (Amtsgericht)  | Zweigeschossiger traufständiger, z. T. verputzter Werksteinbau von sieben Achsen auf hohem Kellersockel unter Satteldach. Große Rechteckfenster, nur an den Giebeln Kreuzstockfenster. Werksteingliederung: Fensterrahmungen, an allen vier Seiten kolossale toskanische Pilaster, schmales geschossteilendes Gesims, Traufgesims, an den Giebeln geschossteilende Gesimse. Auf der Hofseite mittig zweiläufige Freitreppe und Portal mit doppeltem Oberlicht und Werksteinrahmung mit Quaderung, Gebälken, Voluten seitlich des Oberlichts und bekrönendem Wappenrelief. Östlich anschließend auf der Hofseite Toranlage: Eisengittertor aus zwei Flügeln zwischen Sandsteinpfeilern, bekrönt von Vasen, und seitliche Durchgänge, auf dem östlichsten Pfeiler Figur eines sitzenden Löwen. Erbaut 1638–1646 durch den oranischen Landrichter und Vizedrosten Sylvester von Danckelmann. 1717–1719 Umgestaltung: Fenster vergrößert, Pilastergliederung, Toranlage. 1769 durch den Preußischen Domänenfiskus erworben, seitdem Amtsgericht. 1969–1971 große rückwärtige Erweiterung des Amtsgerichts und Toranlage von der Straße zurückversetzt.           | 37236420 | Weitere Bilder |
| Burgstraße 28 52° 31′ 26″ N, 7° 19′ 11″ O             | Palais Danckelmann (Park)         | | 37236455 | BW             |
| Burgstraße 28 52° 31′ 27″ N, 7° 19′ 11″ O             | Palais Danckelmann (Einfriedung)  | | 37237067 |                |
| Burgstraße 28a 52° 31′ 24″ N, 7° 19′ 12″ O            | Palais Danckelmann (Kutscherhaus) | Zum Palais Danckelmann gehörendes Kutscherhaus, den Hof östlich flankierend. Eingeschossiger Fachwerkbau mit Backsteinausfachungen unter Walmdach (auf der Südseite Schopfwalm). Westliche Traufseite Backstein, auf der Ostseite Eingang mit Freitreppe, davor zwei mit Kugeln bekrönte Sandsteinpfeiler. An der Ostseite in jüngerer Zeit zwei barocke Reliefs angebracht. Innen Diele mit Herdstelle. Erbaut 1728. | 37236483 |                |

## C
| Lage                                        | Bezeichnung                    | Beschreibung | ID       | Bild |
| ------------------------------------------- | ------------------------------ | --- | -------- | ---- |
| Castellstraße 1 52° 31′ 19″ N, 7° 19′ 5″ O  | Rektorenhaus der Castellschule | Eingeschossiger traufständiger Backsteinbau von acht Achsen unter Satteldach. Vierachsiger Mittelrisalit, mit zweitem Geschoss als Zwerchhaus ins Dach geführt, mit Dreiecksgiebel, begleitet von Schleppgaupen. Im Risalit und ganz rechts Eingänge. Werksteingliederung (Türrahmungen und geschossteilendes Band im Risalit) sowie Putzgliederung (Traufgesims, profilierte Rahmung des Giebels). Links rückwärtiger moderner Anbau. Erbaut nach 1815 als Rektorenhaus der Castellschule. | 37243580 | BW   |
| Castellstraße 11 52° 31′ 20″ N, 7° 19′ 7″ O | Wohnhaus                       | Giebelständiger eingeschossiger, teilweise verputzter Fachwerkbau unter Schopfwalmdach. Erbaut 1550 (dendrochronologische Datierung; offenbar nach 1632 an die heutige Stelle transloziert), Giebel wohl aus dem 19. Jh., 1989 umgebaut. | 37245164 |      |
| Clubstraße 5 52° 31′ 22″ N, 7° 19′ 4″ O     | Wohnhaus                       | Eingeschossiges giebelständiges Fachwerkhaus in Ankerbalkenkonstruktion mit dreiachsiger Straßenfront in Backstein unter Schopfwalmdach. Eingang mittig mit bauzeitlicher Haustür. Erbaut wohl im 18. Jh., Fassade wohl um 1800. | 37243930 |      |

### E
| Lage                                           | Bezeichnung                        | Beschreibung | ID       | Bild |
| ---------------------------------------------- | ---------------------------------- | --- | -------- | ---- |
| Elisabethstraße 13 52° 31′ 19″ N, 7° 18′ 56″ O | Wohnhaus                           | Zweigeschossiger traufständiger Putzbau von drei Achsen unter Satteldach. Eingang rechts, mit Oberlicht, links daneben jüngerer Schaufenstereinbau. Fenster im Obergeschoss segmentbogig. Werksteingliederung: Fenster- und Türrahmungen, Traufgesims. Fassade wohl aus der 1. Hälfte des 19. Jhs., Haus im Kern älter. Baujahr 1701–1850 | 37244593 |      |
| Elisabethstraße 17 52° 31′ 20″ N, 7° 18′ 55″ O | Wohnhaus (ehemaliges Lagergebäude) | Mit Vorplatz von der Ecke zur Sturmstraße zurückgesetzt. Zweigeschossiger Backsteinbau unter Walmdach. Rechts zum Vorplatz mittig korbbogiges Tor, darüber segmentbogige ehemalige Ladeluke und Zwerchhaus unter Walmdach. Erdgeschossfenster ehemals niedriger. Sparsame Putzgliederung: geschossteilendes Gesims, Traufgesims, Verzahnung der Backsteine an der Kante. Erbaut um 1925, im Kern vielleicht älter. Heute zu Laden umgebaut, Tor mit Schaufenster. Baujahr 1922–1928 | 37244619 |      |

## G
| Lage                                           | Bezeichnung                            | Beschreibung | ID       | Bild           |
| ---------------------------------------------- | -------------------------------------- | --- | -------- | -------------- |
| Gartenstraße 11 52° 31′ 6″ N, 7° 18′ 51″ O     | Wohnhaus                               | Zweigeschossiger Putzbau unter Walmdach. Links und auf der rechten Seite Risalite unter Schopfwalmdächern. Rechts in beiden Geschossen hölzerne Wintergärten. Sparsame Werksteingliederung: geschossteilendes Band, im Obergeschoss Sturzband, z. T. Fensterstürze und -sohlbänke. Eiserne Dachbekrönungen. Erbaut wohl um 1905. | 37243660 |                |
| Georgstraße 9 52° 31′ 21″ N, 7° 19′ 34″ O      | Wohnhaus                               | Traufständiger eineinhalbgeschossiger Backsteinbau von vier Achsen mit Drempel unter Satteldach in bauzeitlicher Betondachsteindeckung. Mittig zweigeschossiger Risalit von zwei Achsen mit Zwerchgiebel. Eingang auf der rechten Seite. Fenster segmentbogig mit bauzeitlichen Fensterrahmen. Putzgliederung: am Risalit Kantenpilaster, geschossteilendes Gesims, Fensterrahmungen, am Giebel ansteigender Treppenfries. Zur Straße Vorgarten und eiserne Einfriedung. Erbaut wohl um 1900. | 37236513 |                |
| Georgstraße 11 52° 31′ 21″ N, 7° 19′ 35″ O     | Wohnhaus                               | | 37239965 |                |
| Georgstraße 13 52° 31′ 21″ N, 7° 19′ 36″ O     | Wohnhaus                               | Eineinhalbgeschossiger giebelständiger Backsteinbau von vier Achsen mit Drempel unter Satteldach. Links zweiachsige Auslucht unter Balkon. Rechts zurückgesetzter Vorbau mit Eingang. Fenster segmentbogig, mit bauzeitlichen Fensterrahmen. Backsteingliederung (geschossteilender Fries) und Putzgliederung (Fenster- und Türrahmungen, an der Auslucht Kantenpilaster). Erbaut wohl am Ende des 19. Jhs. | 37236545 |                |
| Georgstraße 15 52° 31′ 20″ N, 7° 19′ 37″ O     | Wohnhaus                               | Eingeschossiger traufständiger Backsteinbau von fünf Achsen mit mittigem Zwerchhaus. Erbaut wohl um 1900. | 37240023 |                |
| Georgstraße 16 52° 31′ 22″ N, 7° 19′ 38″ O     | Landratsamt (heute Polizei)            | Von der Straße zurückgesetzter, zweigeschossiger traufständiger Putzbau von sieben Achsen über Kellersockel unter Schopfwalmdach. Dreiachsiger Mittelrisalit mit mittlerem Portal und Freitreppe, als Abschluss Dreiecksgiebel. Rechts eingeschossiger Anbau unter Balkon. Sparsame Putzgliederung: geschossteilendes Band, im Risalit Brüstungsgesims, Traufgesims und profilierte Rahmung des Giebels. Rückwärtig zwei eingeschossige Nebenflügel. Erbaut wohl um 1850. | 37243689 |                |
| Georgstraße 17 52° 31′ 20″ N, 7° 19′ 37″ O     | Wohnhaus                               | | 37240051 |                |
| Georgstraße 19 52° 31′ 20″ N, 7° 19′ 38″ O     | Wohnhaus                               | Eineinhalbgeschossiger traufständiger Backsteinbau von fünf Achsen auf verputztem Kellersockel mit durchfenstertem Drempel unter Satteldach. Eingang mittig. Öffnungen segmentbogig. Erbaut wohl um 1900. | 37240080 |                |
| Georgstraße 21 52° 31′ 20″ N, 7° 19′ 39″ O     | Wohnhaus                               | Eingeschossiger traufständiger Backsteinbau von sieben Achsen auf verputztem Kellersockel unter Satteldach. Mittig dreiachsiger zweigeschossiger Risalit mit Zwerchgiebel, darin mittig Eingang. Öffnungen segmentbogig. Sparsame Backsteingliederung: am Risalit Kantenlisenen und am Giebel ansteigender Treppenfries. Erbaut wohl um 1900. | 37240108 |                |
| Georgstraße 22 52° 31′ 21″ N, 7° 19′ 43″ O     | Villa zum Sande (Oberförsterei Lingen) | Eingeschossiger traufständiger Backsteinbau auf Werksteinsockel von sieben Achsen unter Schopfwalmdach. Mittig Eingang mit Oberlicht, davor kleine Freitreppe, darüber Zwerchhaus von drei Achsen. Sparsame Werksteingliederung: Fensterrahmungen, Portalrahmung mit Ohren und Gesims, Traufgesims. Bauzeitliche Haustür und Klappläden. Erbaut 1833 oder etwas später durch den Juristen Johannes zum Sande (1802–1878), 1882–1979 Oberförsterei. | 37236577 |                |
| Georgstraße 22 52° 31′ 21″ N, 7° 19′ 44″ O     | Villa zum Sande (Oberförsterei Lingen) | Rückwärtig zum Haus Georgstraße 22 an der Wilhelm-Berning-Straße gelegen. Eingeschossiger Backsteinbau unter Schopfwalmdach. An der Giebelseite rechts rundbogiges Tor und links vorspringender Anbau unter Schopfwalmdach. Erbaut 1833 oder etwas später als Wirtschaftsgebäude des Wohnhauses zum Sande (später Oberförsterei). | 37236606 |                |
| Georgstraße 23 52° 31′ 20″ N, 7° 19′ 40″ O     | Wohnhaus                               | Eingeschossiger traufständiger Backsteinbau von sechs Achsen auf verputztem Kellersockel unter Satteldach. Mittig zweiachsiger zweigeschossiger Risalit mit Zwerchgiebel, darin rechts Eingang. Öffnungen segmentbogig, im Giebel rundbogig. Erbaut wohl um 1900. | 37240136 |                |
| Georgstraße 39 52° 31′ 19″ N, 7° 19′ 52″ O     | Wohnhaus                               | Eingeschossiger traufständiger Backsteinbau von fünf Achsen unter Satteldach. Eingang mittig. Öffnungen segmentbogig. Bauzeitliche Fenster erhalten. Erbaut 1901–1902 durch den Lingener Bau- und Sparverein als Typenbau (Typ A). | 37243718 |                |
| Georgstraße 60 52° 31′ 20″ N, 7° 20′ 7″ O      | Wohnhaus                               | Traufständiger zweigeschossiger Bau. EG verputzt mit zwei Eingängen, OG verschiefertes Fachwerk, mittig dreiseitiger Fenstererker. EG im Backstein erbaut am Ende des 19. Jhs., 1910 verputzt und OG hinzugefügt. | 37244881 |                |
| Große Straße 1 52° 31′ 22″ N, 7° 18′ 59″ O     | Posthalterei (Haus Kobert)             | Eckhaus am Marktplatz an der Ecke zwischen Großer Straße und Gymnasialstraße. Zweigeschossiger Fachwerkbau von sieben Achsen auf Quadersockel unter Walmdach. Mittig Portal, davor kleine Freitreppe. Rückwärtig schmaler Hof, der von einer Mauer mit Tor abgeschlossen wird, begleitet rechts auf der Seite zur Gymnasialstraße vom Remisentrakt (eingeschossig, Fachwerk, unter Walmdach) und links vom Wirtschaftstrakt (eingeschossig, Fachwerk, unter Satteldach). Bau dokumentiert für 1653, Fachwerk und Dachwerk dendrochronologisch datiert 1682. Remise nach Abbruch rekonstruiert. | 37236632 | Weitere Bilder |
| Große Straße 3 - 5 52° 31′ 22″ N, 7° 18′ 58″ O | Wohn-/ Geschäftshaus                   | Breitgelagerter ein- bis eineinhalbgeschossiger Putzbau unter Schopfwalmdach. EG mit modern verändertem Ladeneinbau. Im Giebel fünf Fenster. Ursprünglich zwei Gebäude, erbaut wohl im frühen 19. Jh. Zusammenlegung beider Häuser und Umbau 1934. | 37240795 | BW             |
| Große Straße 6 52° 31′ 22″ N, 7° 18′ 56″ O     | Wohnhaus                               | Zweigeschossiger giebelständiger Putzbau von fünf Achsen unter Satteldach. EG mit modernem Ladeneinbau, OG ebenfalls umgebaut. Dreiecksgiebel mit Voluten und geschweiftem Auszug mit Vasenaufsatz. Werksteingliederung: Fensterrahmungen (nur im Giebel erhalten), geschossteilende Gesimse. Dendrochronologisch auf 1559–1560 datiert. | 37238803 |                |
| Große Straße 7 52° 31′ 22″ N, 7° 18′ 57″ O     | Wohnhaus                               | Eineinhalbgeschossiger giebelständiger Fachwerkbau in Ankerbalkenkonstruktion mit Backsteinfassade. Im EG Ladeneinbau, darüber Treppengiebel mit Voluten in Sandstein. Erbaut wohl im 18. Jh., Ladeneinbau um 1880, Giebel um 1905/1910. | 37244670 |                |
| Große Straße 12 52° 31′ 23″ N, 7° 18′ 55″ O    | Haus Hutmacher                         | Ehemals eingeschossiges, heute zweigeschossiges giebelständiges Fachwerkhaus unter Satteldach. An der Straßenfront Volutenknaggen und Balkenschnitzereien. Erbaut 1772, Satteldach und vorkragender Giebel. 1912–1913 um ein Geschoss erhöht und massiver Ladeneinbau im EG. 1948 Schnitzereien am OG und Giebel durch E. Ricken. 1958 Ladeneinbau im EG, 1978 entfernt und EG mit Fachwerk geschlossen. | 37244644 |                |
| Große Straße 22 52° 31′ 23″ N, 7° 18′ 53″ O    | Wohnhaus                               | Eckhaus zur Kivelingstraße. Giebelständiger eingeschossiger Backsteinbau unter halbem Schopfwalmdach. Im EG jüngerer Ladeneinbau. Rechts an der Kivelingstraße Walmgaupe. Erbaut wohl im späten 18. Jh. als Fachwerkhaus. Im späten 19. Jh. Außenwände in Backstein erneuert. Ladeneinbau 1927, 1959 erweitert. | 37239453 |                |
| Große Straße 23 52° 31′ 24″ N, 7° 18′ 54″ O    | Wohnhaus                               | Eckhaus zur Kivelingstraße. Eingeschossiger traufständiger Fachwerkbau unter Schopfwalmdach. Rechts Risalit in Backstein unter Walmdach. Im Erdgeschoss jüngerer, modern veränderter Ladeneinbau. Laut Inschrift erbaut 1650, 1945 teilzerstört, Giebel 1948 um drei Meter zurückgesetzt erneuert. | 37240819 |                |
| Gymnasialstraße 8 52° 31′ 25″ N, 7° 19′ 0″ O   | St.-Bonifatius-Hospital                | Winkelförmiger zweigeschossiger Baukomplex aus gelbem Backstein über Sockelgeschoss an der Gymnasialstraße und Henriette-Flatow-Straße. Links an der Gymnasialstraße Hauptfassade von 19 Achsen, gegliedert durch dreiachsige, übergiebelte Eck- und Mittelrisalite und zwischen ihnen jeweils mittig einachsige Risalite. Im rechten Haupteingang, davor zweiläufige Freitreppe, darüber Spitzbogennische mit Skulptur des Hl. Bonifatius. Öffnungen segmentbogig, in den Giebeln der breiten Risalite zweibahnige Spitzbogenfenster. Backsteingliederung: geschossteilende Gesimse, an den breiten Risaliten Kantenlisenen im Obergeschoss und ansteigende Treppenfriese an den Giebeln, an den Eingangsrisaliten Bogenstaffeln im Giebel. Rückwärtig den Risaliten entsprechend Anbauten, am zweiten von links außerdem Kapellenanbau als Saalkirche mit Strebepfeilern, Maßwerkfenstern und 5/8-Schluss. Rechts an der Henriette-Flatow-Straße langgestreckter, einfacher gegliederter Flügel, z. T. jünger. Erbaut 1889–1891, erweitert 1910 (Flügel an der Henriette-Flatow-Straße), 1913 (linke acht Achsen an der Gymnasialstraße), 1936–1937 und 1951–1952. | 37243745 | Weitere Bilder |

## H
| Lage                                                    | Bezeichnung | Beschreibung | ID       | Bild |
| ------------------------------------------------------- | ----------- | --- | -------- | ---- |
| Helgolandstraße 1 52° 30′ 29″ N, 7° 18′ 51″ O           | Wohnhaus    | Eingeschossiger traufständiger Backsteinbau von sieben Achsen unter Satteldach. Öffnungen segmentbogig. Mittleres Fenster halbiert (zwischen den Haushälften geteilt), in den Achsen daneben Eingänge, vor dem rechten wohl jüngerer hölzerner Vorbau. Zur Straße Vorgarten. Erbaut um 1900, wohl durch den Lingener Bau- und Sparverein (Typenhaus, modifizierter Typ A). | 37242189 |      |
| Hermann-Gilles-Platz 1 - 2 52° 31′ 38″ N, 7° 20′ 0″ O   | Wohnhaus    | Eingeschossiger traufständiger Backsteinbau unter Satteldach. Rückwärtiger Anbau. Vorgarten und rückwärtiger Hausgarten. Erbaut 1930. | 37239481 |      |
| Hermann-Gilles-Platz 3 - 4 52° 31′ 39″ N, 7° 20′ 0″ O   | Wohnhaus    | Eingeschossiger traufständiger Backsteinbau unter Satteldach. Rückwärtiger Anbau. Vorgarten und rückwärtiger Hausgarten. Erbaut 1930. | 37239541 |      |
| Hermann-Gilles-Platz 5 - 6 52° 31′ 39″ N, 7° 19′ 59″ O  | Wohnhaus    | Eingeschossiger traufständiger Backsteinbau unter Satteldach. Rückwärtiger Anbau. Vorgarten und rückwärtiger Hausgarten. Erbaut 1930. | 37239572 |      |
| Hermann-Gilles-Platz 7 52° 31′ 39″ N, 7° 19′ 59″ O      | Wohnhaus    | Eingeschossiger traufständiger Backsteinbau unter Satteldach. Rückwärtiger Anbau. Vorgarten und rückwärtiger Hausgarten. Erbaut 1930 als Doppelhaus, jetzt zusammengefasst. | 37239632 |      |
| Hermann-Gilles-Platz 9 - 10 52° 31′ 40″ N, 7° 19′ 59″ O | Wohnhaus    | Eingeschossiger traufständiger Backsteinbau unter Satteldach. Rechts und links Anbauten. Vorgarten und rückwärtiger Hausgarten. Erbaut 1930. | 37239663 |      |
| Hermann-Gilles-Platz 11 - 12 52° 31′ 40″ N, 7° 20′ 0″ O | Wohnhaus    | Eingeschossiger traufständiger Backsteinbau unter Satteldach. Rechts und links Anbauten. Vorgarten und rückwärtiger Hausgarten. Erbaut 1930. | 37239723 |      |
| Hermann-Gilles-Platz 13 - 14 52° 31′ 40″ N, 7° 20′ 0″ O | Wohnhaus    | Eingeschossiger traufständiger Backsteinbau unter Satteldach. Rückwärtiger Anbau. Vorgarten und rückwärtiger Hausgarten. Erbaut 1930. | 37239783 |      |
| Hermann-Gilles-Platz 15 - 16 52° 31′ 39″ N, 7° 20′ 1″ O | Wohnhaus    | Eingeschossiger traufständiger Backsteinbau unter Satteldach. Rückwärtiger Anbau. Vorgarten und rückwärtiger Hausgarten. Erbaut 1930. | 37239814 |      |
| Hermann-Gilles-Platz 17 - 18 52° 31′ 39″ N, 7° 20′ 1″ O | Wohnhaus    | Eingeschossiger traufständiger Backsteinbau unter Satteldach. Rückwärtiger Anbau. Vorgarten und rückwärtiger Hausgarten. Erbaut 1930. | 37239845 |      |
| Hermann-Gilles-Platz 19 - 20 52° 31′ 38″ N, 7° 20′ 1″ O | Wohnhaus    | Eingeschossiger traufständiger Backsteinbau unter Satteldach. Rückwärtiger Anbau. Vorgarten und rückwärtiger Hausgarten. Erbaut 1930. | 37239876 |      |

## I
| Lage                                             | Bezeichnung   | Beschreibung | ID       | Bild           |
| ------------------------------------------------ | ------------- | --- | -------- | -------------- |
| In den Sandbergen 27 52° 31′ 48″ N, 7° 18′ 59″ O | Maria Königin | Geostete Hallenkirche in Backstein unter Satteldach, gelegen auf einer Anhöhe. Auf der Südseite im Osten querhausartiger Zwerchgiebel, darunter zwei große Rundbogenfenster. Westseite als breite Fassade mit Dreiecksgiebel, mittig Risalit, darin drei Eingänge, über ihnen hohe Rundbogenfenster, gegliedert mit Lisenen. Verschiedene Anbauten: an der Südseite, im Nordwesten (Marienkapelle) und an der Nordseite im Osten, dort am Ende der rechteckige Glockenturm mit drei Schallarkaden auf jeder Seite, unter Pyramidendach. Innen verputzt mit rundbogigen Pfeilerarkaden, die Seitenschiffe flachgedeckt, das Mittelschiff mit hölzerner Segmenttonne. Erbaut 1953–1954 als zweite katholische Pfarrkirche Lingens, Architekten: Theodor Burlage, Bernhard Niebuhr, Hermann Klaas. Die Marienkapelle 1995 verändert. | 37245109 | Weitere Bilder |

## J
| Lage                                       | Bezeichnung    | Beschreibung | ID       | Bild           |
| ------------------------------------------ | -------------- | --- | -------- | -------------- |
| Jahnstraße 2 52° 31′ 19″ N, 7° 18′ 41″ O   | Jugendherberge | Zweigeschossiger Backsteinbau über hohem verputzten Kellersockel unter Satteldach. Auf der nördlichen Traufseite drei Achsen, mittig Risalit mit rechteckigem offenen Windfang, davor Freitreppe, unter eingezogenem Dreiecksgiebel. Schleppgaupen. Erbaut 1928–1929 als Städtische Jugendherberge, jetzt vom Deutschen Roten Kreuz genutzt. | 37243497 |                |
| Josefstraße 15 52° 31′ 22″ N, 7° 20′ 29″ O | St. Josef      | Dreischiffige geostete Basilika mit eingebautem Westturm. Erbaut in Backstein, innen verputzt. Seitenschiffe rechtwinklig um das Schiff geführt, unter Pultdächern. An der Westfront drei große Rechteckfenster, um die Ecke in den Seitenschiffen Eingänge, davor erneuerte Freitreppen. Am Westturm in der Westwand drei Reihen Rundbogenfenster, oben doppelte rundbogige Schallöffnungen, unter Pyramidendach. An den Seitenschiffen Rechteckfenster, am Obergaden Rundbogenfenster, am Chor dicht nebeneinander. Am Umgang in der Ostwand jüngere Konche, darüber hölzernes Satteldach. Nach Süden zweigeschossiger Anbau unter Satteldach (Pfarrhaus). Innen niedrige Seitenschiffe, zum Mittelschiff Rechteckpfeiler in großen Abständen, Durchgänge zwischen den Schiffen dadurch querrechteckig. Alle drei Schiffe mit Holzdecken. Erbaut 1935–1937, Architekt: Dominikus Böhm, Konche 1982–1985, Architekt: Karl-Heinz Bienefeld. | 37243036 | Weitere Bilder |

## K
| Lage                                               | Bezeichnung                                 | Beschreibung | ID       | Bild           |
| -------------------------------------------------- | ------------------------------------------- | --- | -------- | -------------- |
| Kaiserstraße 2 52° 31′ 19″ N, 7° 19′ 32″ O         | Wohnhaus                                    | Traufständiger eingeschossiger Backsteinbau von fünf Achsen über Kellersockel aus Werkstein unter Satteldach. Mittiger Eingang, darüber Zwerchhaus von zwei Achsen. Öffnungen segmentbogig. Erbaut um 1900 wohl vom Lingener Bau- und Sparverein für Arbeiter des Eisenbahnausbesserungswerks (Typenhaus, Typ A). | 37238898 |                |
| Kaiserstraße 3 52° 31′ 19″ N, 7° 19′ 32″ O         | Wohnhaus                                    | Traufständiger eingeschossiger Backsteinbau über Kellersockel aus Werkstein unter Satteldach. Linker Teil mit zwei Achsen, in der rechten Eingang mit Vorbau. Rechts zweiachsiger zweigeschossiger Risalit unter Satteldach. Öffnungen segmentbogig. Am Risalit Backsteingliederung durch Kantenlisenen. Erbaut um 1900 wohl vom Lingener Bau- und Sparverein für Arbeiter des Eisenbahnausbesserungswerks. | 37238926 |                |
| Kaiserstraße 5 52° 31′ 17″ N, 7° 19′ 29″ O         | Justizvollzugsanstalt (Nebengebäude)        | Nebengebäude des Direktorenwohnhauses, in der Südostecke der Justizvollzugsanstalt gelegen. Eingeschossiger Backsteinbau unter Satteldach. Heute als Garage genutzt mit Einfahrten in der rechten Traufseite. Erbaut um 1835. | 37236852 | Weitere Bilder |
| Kaiserstraße 5 52° 31′ 17″ N, 7° 19′ 28″ O         | Justizvollzugsanstalt (Direktorenwohnhaus)  | Südöstlich außerhalb der Mauer der Justizvollzugsanstalt gelegener, von der Straße zurückgesetzter, traufständiger und zweigeschossiger Backsteinbau von fünf Achsen über Kellersockel unter Schopfwalmdach. Mittig Eingang mit Oberlicht und kleiner Freitreppe. Werksteingliederung: Brüstungsgesims im Obergeschoss, Traufgesims, Rahmung des Portals. Erbaut um 1835 als Hospital der Kaserne, 1857 Umbau zum Direktorenwohnhaus des Gefängnisses. | 37240585 | Weitere Bilder |
| Kaiserstraße 5 52° 31′ 22″ N, 7° 19′ 29″ O         | Justizvollzugsanstalt (Mauer)               | Hohe Backsteinmauer um die Justizvollzugsanstalt, z. T. mit Strebepfeilern. Erbaut 1854–1857, einzelne Abschnitte erneuert. | 37237014 | BW             |
| Kaiserstraße 5 52° 31′ 18″ N, 7° 19′ 24″ O         | Justizvollzugsanstalt (Kirche)              | Gelegen in der Südwestecke der Justizvollzugsanstalt. Saalbau aus Backstein unter Satteldach. Große Rundbogenfenster. Gliederung durch Lisenen und Rundbogenfries. Auf der Nordseite zum Hof Rundbogenportal mit eingestellten Säulen und Archivolte. Erbaut um 1835 als Exerzierhalle der Kaserne, 1857 zur Gefängniskirche und -schule umgebaut. | 37240735 |                |
| Kaiserstraße 5 52° 31′ 18″ N, 7° 19′ 25″ O         | Justizvollzugsanstalt (Bäckerei)            | Gelegen am Westrand der Justizvollzugsanstalt an der Bahn. Zweigeschossiger Backsteinbau unter Schopfwalmdach. Zur Hofseite im Osten fünf Achsen und mittiger Eingang. Erbaut um 1835 als Bäckerei der Kaserne. | 37240765 |                |
| Kaiserstraße 5 52° 31′ 19″ N, 7° 19′ 27″ O         | Justizvollzugsanstalt (Hauptgebäude)        | Zweigeschossiger Backsteinbau, dreiflügelig um einen auf der Nordseite gelegenen Ehrenhof angeordnet. Stirnen der Seitenflügel dreiachsig, mittig kolossale Blendarkade mit Halbkreisfenster im Giebel abschließend, unter Schopfwalmdächern. Am Mitteltrakt mittig Eingangsrisalit mit großem Portal, darüber halbkreisförmiges Oberlicht im Dreiecksgiebel, begleitet auf jeder Seite von vier Achsen. Sparsame Backsteingliederung: Brüstungsgesims im OG, Traufgesims und auf gleicher Höhe an den Giebeln, horizontale Bänderung am Eingangsrisalit im EG. Erbaut 1833–1835 als Kaserne, ab 1854 Gefängnis. | 37238866 | BW             |
| Kaiserstraße 5 52° 31′ 21″ N, 7° 19′ 26″ O         | Justizvollzugsanstalt (Arbeitshaus)         | Gelegen im Nordwesten der Justizvollzugsanstalt. Zweigeschossiger Bau aus gelbem Backstein von neun Achsen mit Mittelrisalit von drei Achsen unter flachem Satteldach. Fenster segmentbogig. Backsteingliederung: im Obergeschoss um die Fenster große Felder, dazwischen Lisenen, Traufgesims mit Zahnschnitt. Erbaut 1891. | 37240643 | BW             |
| Kaiserstraße 5 52° 31′ 20″ N, 7° 19′ 28″ O         | Justizvollzugsanstalt (Zellentrakt)         | Zwei- bis viergeschossiger Backsteinbau auf T-förmigem Grundriss. Im Süden breitgelagerter, zweigeschossiger Kopfbau (Wäscherei und Küche) mit dreiachsigem Mittelrisalit unter Giebel, darin Haupteingang mit übergiebeltem Portalfeld. Hauptflügel von Süden nach Norden ausgerichtet, viergeschossig unter Walmdach. Nach Osten etwas später dreigeschossiger Flügel angebaut. Fenster segmentbogig, im Eingangsrisalit und an der südlichen Stirnwand des Hauptflügels rundbogig. An der Westseite moderner Anbau unter Flachdach und an der Nordseite moderner Treppenhausanbau. Erbaut 1873–1875. | 37240675 | BW             |
| Kaiserstraße 5 52° 31′ 22″ N, 7° 19′ 27″ O         | Justizvollzugsanstalt (Pförtnerhaus)        | In der Nordwestecke der Justizvollzugsanstalt an der Georgstraße gelegenes zweigeschossiges traufständiges Backsteingebäude unter Satteldach. Konsolfriese unter den Traufen und am Giebel. An den Ecken und in der Spitze des Giebels zinnenartige Aufbauten. In die Ummauerung einbezogen. Erbaut 1875. | 37240705 |                |
| Kaiserstraße 52° 31′ 17″ N, 7° 19′ 24″ O           | Eisenbahnausbesserungswerk (Wasserturm)     | Wasserbehälter aus Stahl (Typ Intze) auf zweigeschossigem, kegelstumpfförmigen Backsteinunterbau mit rundbogigen Fenstern. Erbaut 1916, 1998–1999 restauriert. | 37240557 |                |
| Kaiserstraße 10a 52° 31′ 15″ N, 7° 19′ 25″ O       | Eisenbahnausbesserungswerk (Halle IV)       | Vierschiffige Halle in Stahlkonstruktion mit Backsteinaußenwänden. Die beiden südlichen Schiffe kürzer als die beiden nördlichen. Außen auf jeder Seite vier Giebel von basikalem Querschnitt, die Wandflächen verputzt, unten große und oben kleinere segmentbogige Fenster, bekrönender Oculus, Strebepfeiler, als oberer Abschluss an den Seiten Lisenen, im Mittelteil gestelzter ansteigender Bogenfries. An den Längswänden segmentbogige Fenster und Strebepfeiler sowie abschließende Lisenen. Innen in jedem Schiff freitragendes Dach, darin mittig ein Oberlicht. Erbaut 1908 als Lokomotivhalle, nach Fertigstellung der neuen Lokomotivhalle 1919 als Stofflager genutzt. 1995–1997 zu Kulturzentrum umgebaut.                   | 37240468 | Weitere Bilder |
| Kaiserstraße 10b 52° 31′ 11″ N, 7° 19′ 21″ O       | Eisenbahnausbesserungswerk (Halle I)        | 200 m lange und 56 m breite Halle aus Stahlfachwerk mit Ziegelausmauerung. Aufgesattelte Oberlichter. Im Inneren zwei gleich hohe Schiffe und ein niedrigeres zur Bahn. Erbaut 1915–1919 als Ersatz für die Alte Lokhalle. | 37240498 | Weitere Bilder |
| Kaiserstraße 10b 52° 31′ 9″ N, 7° 19′ 22″ O        | Eisenbahnausbesserungswerk (Schmiede)       | Dreischiffige Halle östlich der großen Halle mit Backsteinaußenwänden. Schaufront aus drei Giebeln mit Rundbogenfenstern, ehemals dreieckig schließend, später aufgestockt, die beiden linken mit basilikalem Querschnitt und Gliederung aus Lisenen und als Abschluss ansteigendem Treppenfries. Dort im First Oberlichter. Erbaut 1854–1858, 1880 umgebaut und aufgestockt. | 37240409 |                |
| Kaiserstraße 10b 52° 31′ 11″ N, 7° 19′ 24″ O       | Eisenbahnausbesserungswerk (Bremswerkstatt) | Backsteinbau auf Sandsteinsockel. Nach Osten ehemals Dreiecksgiebel mit Rundbogenfenster, später basilikal überhöht. Rückseitig unmittelbar an die Große Halle anstoßend. Innen Stahlfachwerk-Binderkonstruktion auf Mauerpfeilern mit mittigem Oberlicht. Erbaut 1854–1856 als erste Lokomotivhalle des Werks, 1880 umgebaut. | 37240380 |                |
| Kaiserstraße 28 52° 31′ 5″ N, 7° 19′ 24″ O         | Wohnhaus                                    | Eingeschossiger traufständiger Backsteinbau von sieben Achsen unter Satteldach. Eingang mittig. Öffnungen segmentbogig. Erbaut um 1900 durch den Lingener Bau- und Sparverein (Typenbau, erweiterter Typ A) für Arbeiter des Eisenbahnausbesserungswerks Lingen. | 37243824 | BW             |
| Kaiserstraße 35 52° 31′ 2″ N, 7° 19′ 14″ O         | Wasserturm                                  | Hoher kegelstumpfförmiger Schaft aus Backstein, dreigeschossig, im EG segmentbogige Blendarkatur und rundbogiger Eingang in Portalfeld mit Dreiecksgiebel, z. T. in Werkstein, in den Geschossen darüber Schlüssellochfenster. Schaft abschließend mit Rundbogenfries. Wasserbehälter zylindrisch, verputzt mit Lisenengliederung in Backstein, heute zweigeschossig ausgebaut. Kegeldach mit Schwalbenschwanzgaupen und Laterne. Erbaut 1909 als Teil des städtischen Wasser- und Gaswerks, Wasserbehälter 1974 in modernen Formen erneuert, bis 1984 in Betrieb; nach Umbau 1986–1987 der Wasserbehälter durch zwei Wohngeschosse ersetzt und mit einer Gliederung in Anlehnung an die ursprüngliche versehen sowie das Dach rekonstruiert. | 37238984 |                |
| Karolinenstraße 4 52° 31′ 22″ N, 7° 19′ 4″ O       | Wohnhaus                                    | Eckhaus zur Clubstraße. Eineinhalbgeschossiger Backsteinbau von fünf Achsen über Werksteinsockel unter Schopfwalmdach. Eingang mittig mit bauzeitlicher Tür und Oberlicht. Links modern veränderter Anbau mit Eingang und Giebel. Werksteingliederung: Portalrahmung mit kannelierten Pilastern und Gebälk, Fensterrahmungen. Erbaut wohl in der 1. Hälfte des 19. Jhs. | 37243850 |                |
| Kirchstraße 7 52° 31′ 25″ N, 7° 18′ 56″ O          | Kirche                                      | Geostete Saalkirche aus Sandsteinquadern mit 5/8-Chorschluss und vorgesetztem Westturm. Rechteckiger verputzter Westturm mit Portal und spitzbogigen Biforienöffnungen unter achtseitigem Pyramidenhelm. Schiff auf jeder Seite mit fünf korbbogigen Fenstern zwischen Strebepfeilern, auf der Südseite Portal. Chorschluss mit dreibahnigen Maßwerkfenstern. Innen im Schiff hölzerne Segmenttonne, im Chor Rippengewölbe auf Konsolen, auf der Nordseite kleines Portal mit Figuren der Ecclesia und Synagoge. Orgel und Kanzel aus der Erbauungszeit des Schiffs, Grabstein von 1606. Älteste Pfarrkirche der Stadt, Westturm erbaut um die Mitte des 13. Jhs., Chor 1629, Schiff 1770–1772, Architekt: Jan Schrader.                      | 37243902 | Weitere Bilder |
| Kivelingstraße 15 52° 31′ 26″ N, 7° 18′ 55″ O      | Wohnhaus                                    | Eckhaus zur Henriette-Flatow-Straße. Eingeschossiger Putzbau unter Halbwalmdach. Mittige Längserschließung, rückwärtige Upkammer. Im Kern wohl aus dem 16. Jh. (verbauter Rest des Mühlentores), im 19. Jh. überformt. | 37243876 |                |
| Konrad-Adenauer-Ring 5 52° 31′ 8″ N, 7° 19′ 1″ O   | Jüdische Schule                             | | 37244827 | Weitere Bilder |
| Konrad-Adenauer-Ring 12 52° 31′ 9″ N, 7° 18′ 58″ O | Tankstelle                                  | Tankstelle mit verglastem Verkaufsraum rechts und Werkstatt/Wartungshalle links. Eingeschossiger Bau auf rechteckigem Grundriss unter Flachdach, rechts sehr weit auskragendes Vordach auf pilzartiger Stütze. Erbaut um 1955/1960. | 37243526 |                |

## L
| Lage                                           | Bezeichnung                      | Beschreibung | ID       | Bild           |
| ---------------------------------------------- | -------------------------------- | --- | -------- | -------------- |
| Langschmidtsweg 66a 52° 31′ 5″ N, 7° 18′ 16″ O | St. Michael (heute Kindergarten) | Unregelmäßig polygonaler Zentralbau unter großem Satteldach. Stahlbetonbau mit Klinkerverkleidung. An der Südostecke Haupteingang in vorgezogenem Eingangsvorbau, darüber die Ecke eingezogen und hohes, in quadratische Felder unterteiltes Fenster spornartig vortretend. Wände ansonsten kaum durchfenstert, jedoch unter den Traufen Fensterbänder. Traufen betont durch senkrecht unterteilte Kupferabdeckungen. Südöstlich freistehend ein schlanker rechteckiger Glockenturm aus Beton mit Grabendach. Erbaut 1966–1969, Architekten: Hans Ostermann, Bernhard Droste. Umbau zum Kulturzentrum 2003, zum Kindergarten 2020–2021.                                                                                         | 37242243 | BW             |
| Lindenstraße 19 52° 30′ 58″ N, 7° 18′ 56″ O    | Wohnhaus                         | Zweigeschossiger traufständiger Backsteinbau von fünf Achsen über hohem Kellersockel in Naturstein unter Satteldach. Rechts einachsiger Risalit mit Giebel. Eingang auf der rechten Seite, mit Freitreppe. Fenster segmentbogig. Sparsame Backsteingliederung: geschossteilender Fries, am Risalit Kantenlisenen. Erbaut um 1900. | 37239994 |                |
| Lindenstraße 21 52° 30′ 57″ N, 7° 18′ 55″ O    | Wohnhaus                         | Zweigeschossiger traufständiger Backsteinbau von vier Achsen auf verputztem Kellersockel unter Satteldach. Auf der rechten Seite zurückgesetzter Vorbau mit Eingang und Freitreppe. Fenster segmentbogig. Putzgliederung: Fensterrahmungen, geschossteilendes Gesims, Kantenpilaster. Erbaut um 1900. | 37239937 |                |
| Lindenstraße 22 52° 30′ 55″ N, 7° 19′ 1″ O     | Bunker                           | Spitzbunker im Bereich des ehem. städtischen Viehhofes neben der Bahnlinie. Bunker aus Stahlbeton, bestehend aus hohem Schaft in Form eines leicht sphärisch konvexen Kegelstumpfes und einem kegelförmigen Aufsatz. Erbaut im II. Weltkrieg, wohl 1941, nach einem Typenentwurf von Leo Winkel. | 37244776 | Weitere Bilder |
| Lookenstraße 10 52° 31′ 16″ N, 7° 19′ 1″ O     | Andreashaus                      | Eckhaus zur Hinterstraße an kleinem Platz (Andreasplatz). Zweieinhalbgeschossiger Putzbau mit Drempel und abgeschrägter Ecke, rechts zur Lookenstraße zwei Achsen, links zur Hinterstraße fünf Achsen. Dort links einachsiger zweigeschossiger Risalit mit Giebel und rechte Achse risalitartig vorgezogen. Bewegte Dachlandschaft. Zwei hölzerne Giebelgaupen. Erdgeschoss mit modern verändertem Ladeneinbau. Putzgliederung: geschossteilendes Gesims, Fensterrahmungen, z. T. Ädikulen, am Drempel Kassettierung. An der Ecke großes Relief: Hl. Andreas über Inschriftkartusche unter Festons und Muschel. Erbaut zwischen 1860 und 1880 als Backsteinbau, Umbau und Putzfassade 1890er Jahre, das Relief bezeichnet 1695. | 37245062 |                |
| Lookenstraße 12 52° 31′ 16″ N, 7° 19′ 1″ O     | Haus Berning                     | Im Kern eingeschossiges Fachwerkhaus mit etwas jüngerem Hinterhaus, ebenfalls in Fachwerk. Später unter Überbauung der links gelegenen Durchfahrt aufgestockt und neue Fassade in Backstein (Klinker): zweigeschossig mit drei Achsen, zu den Seiten je eine weitere zurückgesetzte Achse, Giebel unten getreppt, oben dreieckig. Modern veränderter Ladeneinbau. Im OG bauzeitliche Schiebefenster. Erbaut in wohl in der 2. Hälfte des 18. Jhs. Hinterhaus um 1800. Umbau und Fassade 1931–1932, Architekt: Gerhard Lühn. | 37242633 |                |

## M
| Lage                                           | Bezeichnung                                  | Beschreibung | ID       | Bild |
| ---------------------------------------------- | -------------------------------------------- | --- | -------- | ---- |
| Marienstraße 2 52° 31′ 18″ N, 7° 19′ 5″ O      | Wohn-/ Geschäftshaus                         | Eckhaus zur Castellstraße. Traufständiger zweigeschossiger Putzbau von neun Achsen unter Satteldach. Links dreiachsiger, flacher Risalit mit Giebel unter Satteldach. Im Erdgeschoss später veränderte Ladeneinbauten und rechts Eingang. Fenster im Obergeschoss segmentbogig. Im Dach z. T. moderne Gaupen. Putzgliederung: geschossteilendes Gesims, im Obergeschoss Brüstungsgesims, Traufgesims, am Portal Rahmung aus Pilastern und Gebälk, Fensterrahmungen, Brüstungsreliefs, im Giebel Pilaster, am Risalit im EG Kantenquaderung, im OG im Wechsel Kantenrustizierung. Gliederung links an der Castellstraße vereinfacht. Erbaut 1892. | 37243985 |      |
| Marienstraße 14 52° 31′ 16″ N, 7° 19′ 11″ O    | Wohnhaus                                     | Eineinhalbgeschossiger giebelständiger Backsteinbau von vier Achsen auf Kellersockel mit Drempel unter Satteldach. Eingang auf der rechten Seite. Fenster segmentbogig. Backstein- und Putzgliederung: Rustizierung des Sockels, geschossteilendes Gesims, Kantenlisenen, am Giebel ansteigender Treppenfries auf Konsolen, Brüstungsreliefs. Zur Straße moderner gläserner Vorbau. Erbaut zwischen 1875 und 1890. | 37239045 |      |
| Marienstraße 16 52° 31′ 15″ N, 7° 19′ 12″ O    | Wohnhaus                                     | Zweigeschossiger traufständiger Backsteinbau von ehemals fünf Achsen über Kellersockel aus Werkstein unter Satteldach. Eingang auf der linken Seite. Fenster segmentbogig. Backsteingliederung: Lisenen, geschossteilendes Gesims, Konsolfries unter der Traufe. Mittlere drei Achsen seit 2012/2013 durch moderne Glasfront ersetzt. Erbaut zwischen 1875 und 1890 als Wohnhaus, später Hotel „Zur Post“. | 37239045 |      |
| Masebergstraße 8 52° 31′ 7″ N, 7° 18′ 50″ O    | Wohnhaus                                     | Eingeschossiger Backsteinbau auf Kellersockel unter Walmdach. Links übergiebelter Risalit unter Schopfwalmdach, darin rechts Eingangsloggia mit Arkaden und Freitreppe. An der rechten Ecke polygonaler Standerker. Vorgarten und eiserne Einfriedung. Erbaut um 1920 oder in den frühen 1920er Jahren. | 37244013 |      |
| Mühlentorstraße 52° 31′ 28″ N, 7° 18′ 47″ O    | Bismarckdenkmal                              | An der Ecke Mühlentorstraße / Am Gasthausdamm in einer Grünanlage. Bestehend aus Feldsteinen, als Bekrönung ein Findling, daran Bronzetondo mit einer Reliefbüste Otto von Bismarcks. Umgeben von alten markanten Eichen. Errichtet 1899. | 37238775 |      |
| Mühlentorstraße 14 52° 31′ 28″ N, 7° 18′ 46″ O | Finanzamt                                    | Hinter einer Grünanlage an der Ecke zur Straße Am Gasthausdamm gelegen. Zweigeschossiger Backsteinbau auf Kellersockel unter Satteldächern. Hauptflügel im Osten mit Treppengiebeln. Giebelgaupen. Haupteingang im Südgiebel mit geschnitzten Holztüren in mehrfach gestufter Portalrahmung. Erbaut 1935. | 37240845 |      |
| Mühlentorstraße 15 52° 31′ 28″ N, 7° 18′ 48″ O | Wohnhaus                                     | Eingeschossiger traufständiger Backsteinbau von fünf Achsen unter Satteldach. Eingang mittig. Öffnungen segmentbogig. Erbaut 1901–1902 durch den Lingener Bau- und Sparverein (Typenhaus, Typ A). | 37244040 |      |
| Mühlentorstraße 16 52° 31′ 30″ N, 7° 18′ 46″ O | Kataster-/Staatshochbauamt (heute Finanzamt) | Zweigeschossiger Backsteinbau (Klinker) auf Kellersockel mit winkelförmigem Grundriss. Hauptflügel im Osten, mit Treppengiebeln. Eingang an der Traufseite mittig. Große, wohl jüngere Schleppgaupe. Erbaut 1935. | 37238747 |      |

## N
| Lage                                         | Bezeichnung | Beschreibung | ID       | Bild |
| -------------------------------------------- | ----------- | --- | -------- | ---- |
| Nordstraße 3 - 5 52° 31′ 24″ N, 7° 19′ 35″ O | Wohnhaus    | Eingeschossiger Backsteinbau von sechs Achsen mit Kellersockel in Sandstein unter Walmdach. Mittig Zwerchhaus von zwei Achsen. Auf beiden Seiten zurückgesetzte Vorbauten mit Eingang und Freitreppe. Zwei Schwalbenschwanzgaupen. Erbaut um 1910/15. | 37244094 |      |

## R
| Lage                                          | Bezeichnung | Beschreibung | ID       | Bild |
| --------------------------------------------- | ----------- | --- | -------- | ---- |
| Rheiner Straße 61a 52° 30′ 42″ N, 7° 19′ 6″ O | Wohnhaus    | Traufständiger eingeschossiger Backsteinbau von fünf Achsen auf verputztem Kellersockel unter Satteldach. Eingang mittig, mit kleiner Freitreppe. Öffnungen segmentbogig. Erbaut um 1900 wohl durch den Lingener Bau- und Sparvereins (Typenbau, Typ A). | 37244151 |      |

## S
| Lage                                            | Bezeichnung               | Beschreibung | ID       | Bild           |
| ----------------------------------------------- | ------------------------- | --- | -------- | -------------- |
| Schlachterstraße 8 52° 31′ 19″ N, 7° 18′ 57″ O  | Wohn-/ Geschäftshaus      | Zweigeschossiger giebelständiger Backsteinbau von vier Achsen unter Satteldach. Im Erdgeschoss jüngerer Ladeneinbau. Fenster segmentbogig. Putzgliederung: geschossteilendes Gesims, Kantenpilaster, Fensterrahmungen, im Giebel ansteigender Treppenfries. Erbaut 1907, Ladeneinbau 1941. | 37244722 |                |
| Schlachterstraße 13 52° 31′ 21″ N, 7° 18′ 56″ O | Wohn-/ Geschäftshaus      | Zweigeschossiger Fachwerkbau mit massiver Straßenfront unter Walmdach. Mittig Eingang (ehem. Einfahrt, Sandsteingewände z. T. freigelegt), rechts moderne Einfahrt. Gewölbekeller. Erbaut im Kern um 1568/1570 (dendrochronologische Datierung), später mit dem Haus Große Straße 6 zusammengewachsen, zwischen 1900 und 1914 umgebaut. | 37239222 |                |
| Schlachterstraße 34 52° 31′ 22″ N, 7° 18′ 53″ O | Wohnhaus                  | Eineinhalbgeschossiger giebelständiger Fachwerkbau mit Putzfassade unter Satteldach. Fassade mit mittigem Eingang und links Schaufenster. Öffnungen rundbogig. Sparsame Putzgliederung: Fenster- und Türrahmungen, geschossteilendes Band, Fächerrosette an der Giebelspitze. Links große Schleppgaupe. Rückwärtig schmalerer Anbau unter Satteldach. Erbaut um 1545, das Rückgebäude 1447 (dendrochronologische Datierungen), Fassade 1913. | 37244696 | BW             |
| Stahljans Hof 8 52° 31′ 11″ N, 7° 20′ 33″ O     | Wohn-/ Wirtschaftsgebäude | Zweiständerhallenhaus in Fachwerk (nur am Wohnteil erhalten, ansonsten in Backstein erneuert) unter Satteldach. Innengerüst auch im Wirtschaftsteil erhalten. Bezeichnet 1768, die Außenwände 1900 (bezeichnet) erneuert. | 37240164 | Weitere Bilder |
| Stahljans Hof 8 52° 31′ 10″ N, 7° 20′ 34″ O     | Stall                     | Fachwerkgebäude mit Backsteinausfachungen und verbrettertem Giebeldreieck unter Satteldach. Beidseitige Kübbungen unter Schleppdächern, die auf der Westseite breiter und als Remise mit Längsdurchfahrt genutzt. Erbaut wohl um die Mitte des 19. Jhs. | 37240195 | Weitere Bilder |

## U
| Lage                                           | Bezeichnung                        | Beschreibung | ID       | Bild           |
| ---------------------------------------------- | ---------------------------------- | --- | -------- | -------------- |
| Universitätsplatz 2 52° 31′ 23″ N, 7° 19′ 6″ O | Kreuzkirche                        | Ursprünglich gewölbte, nach Südosten ausgerichtete Saalkirche mit halbrundem Schluss und Fassade zum Universitätsplatz. Später winkelförmig nach Nordosten erweitert und gegenüber eine rechteckige Exedra für den neuen Altar angebaut. Putzbau mit Werksteingliederung. Die Fassade zum Universitätsplatz zweigeschossig, durch breite gequaderte Lisenen in drei Teile unterteilt. Mittiges Rundbogenportal und Rechteckfenster. Die mittleren Lisenen bis in den Giebel geführt, dort eine weitere Fensterreihe und seitlich Voluten. Abschließend mit Schopfwalm, darauf rechteckiger Dachreiter mit Schweifhaube und achteckiger Laterne. Seitlich und an der Apsis die zweigeschossige Fensteranordnung fortgeführt, dazwischen Strebepfeiler. Das neue Hauptschiff mit hohen Rundbogenfenstern zwischen Strebepfeilern, die Eingangsfront zur Baccumer Straße ausgerichtet: Reich bewegter Schwebegiebel, davor niedrigerer Eingangsrisalit mit Rundbogenportal und Rundbogenfenstern unter Mansardwalmdach. Innen im Altbau ein kleines querrechteckiges und ein großes quadratisches Kreuzgratgewölbe, in der Apsis ein gebustes Rippengewölbe, die Joche unterteilt durch Gurtbögen. Im Erweiterungsbau Tonnengewölbe. Erbaut 1733–1737, Architekt: F. Bielitz. 1888 Erweiterungsbau. | 37238327 | Weitere Bilder |
| Universitätsplatz 3 52° 31′ 24″ N, 7° 19′ 5″ O | Seminargebäude (heute Kunstschule) | Zweigeschossiger traufständiger Putzbau von sieben Achsen (rechts ein weiteres blindes Wandfeld) unter Satteldach. Öffnungen segmentbogig, Eingang mittig. Erbaut 1678–1680 als Lateinschule, 1697–1818 Universitätsgebäude, ab 1820 Gymnasium Georgianum, dann Lutherisches Schulgebäude, im späten 19. Jh. durchgreifender Umbau, 1914 weiterer Umbau zu Wohnungen, später Sozialamt, heute Kunstschule. | 37238360 |                |
| Universitätsplatz 5 52° 31′ 24″ N, 7° 19′ 3″ O | Professorenhaus (Altes Seminar)    | Vierflügeliger überwiegend verputzter Fachwerkbau von zwei Geschossen auf Sandsteinsockel um einen Innenhof unter hohen Walmdächern. Fassade zum Universitätsplatz mit sieben Achsen, seitlich der Mittelachse zwei Portale mit Rahmung aus Pilaster und bekrönendem übergiebelten Gebälk, davor Freitreppen. Die Ständer des Fachwerks als toskanische Pilaster gestaltet. Erbaut 1684–1685, ursprünglich im EG Professorenwohnungen, im OG Internat der Lateinschule. Bis 1818 von der Universität genutzt. Portale von 1840 (zuvor ein mittiges Portal). | 37238392 |                |
| Unter den Eichen 1 52° 31′ 2″ N, 7° 20′ 40″ O  | Wohnhaus                           | Traufständiger eingeschossiger Backsteinbau von zwölf Achsen unter Satteldach. Bestehend aus vier Wohneinheiten mit jeweils eigenem Eingang zwischen zwei Fenstern. Öffnungen segmentbogig. Moderne Rechteckgaupen. Rückwärtig ehemals Stallanbauten. Erbaut um 1900 als Landarbeiterhaus. | 37243065 |                |

## W
| Lage                                           | Bezeichnung                                            | Beschreibung | ID       | Bild |
| ---------------------------------------------- | ------------------------------------------------------ | --- | -------- | ---- |
| Waldstraße 31 52° 31′ 43″ N, 7° 19′ 13″ O      | Lingener Bekleidungswerke „Lincron“ (heute Stadtwerke) | Zweigeschossiger kubischer Betonbau unter Flachdach mit Fensterbändern. Eingang mit Flugdach. Wände zum rechteckigen ehemaligen Innenhof (jetzt mit Glasdach) vollständig verglast. Geschwungenes Treppenhaus. Erbaut 1957 als Verwaltungsgebäude der Lingener Bekleidungswerke GmbH „Lincron“, Architekten: Werner Zobel & Buddenhagen. 2001 geschlossen. Seit Umbau 2003 Verwaltungsgebäude der Stadtwerke. | 37242216 |      |
| Waldstraße 51 - 53 52° 31′ 54″ N, 7° 19′ 18″ O | Wohnhaus                                               | Traufständiger eingeschossiger Backsteinbau von vier Achsen über Kellersockel unter Satteldach. Mittlere Achsen als flache zweigeschossige Risalite mit Zwerchgiebel, dort im Erdgeschoss zwei Fenster. Eingänge an den Seiten mit kleinen Freitreppen. Öffnungen segmentbogig. Backsteingliederung: Lisenen, geschossteilender Fries. Erbaut 1901 durch den Lingener Bau- und Sparverein (Typenhaus, Typ D). | 37244223 |      |
| Wilhelmstraße 33 52° 31′ 23″ N, 7° 19′ 6″ O    | Wohnhaus                                               | Eingeschossiger traufständiger Backsteinbau von vier Achsen auf Kellersockel unter Satteldach. Eingang in der zweiten Achse von rechts, mit kleiner Freitreppe. Öffnungen segmentbogig. Erbaut um 1900 durch den Lingener Bau- und Sparverein (Typenbau, modifizierter Typ A). | 37244271 |      |
| Wilhelmstraße 49 52° 31′ 27″ N, 7° 19′ 15″ O   | Bürgermeistervilla (heute Kunst- und Kulturvilla Lühn) | Zweigeschossiger Putzbau von drei Achsen auf Kellersockel in Sandstein unter Walmdach. Fenster dreiteilig. Mittig Eingang mit Freitreppe in zurückgesetztem Wandfeld, gerahmt von kolossalen toskanischen Säulen. Bauzeitliche Tür und Portalrahmung in Sandstein, darüber Relief mit Lingener Stadtwappen. Schwalbenschwanzgaupe. Rückwärtig mittig konkav polygonaler eingeschossiger Standerker unter Balkon, darin Eingang mit Freitreppe. Großes parkartiges Gartengrundstück. Erbaut 1923–1925 als Bürgermeistervilla der Stadt Lingen, Architekt: Hans Lühn. Zwischenzeitlich genutzt durch die Musikschule, heute Kunst- und Kulturvilla. | 37244298 |      |